# Раскаецы
Раскаецы, Рэскэець, Раскайцы (рум. Răscăieţi) — село в Штефан-Водском районе Молдавии. Является административным центром коммуны Раскаецы, включающей также село Новые Раскаецы.

## География
Село расположено на высоте 65 метров над уровнем моря.

## Население
По данным переписи населения 2004 года, в селе Рэскэець проживает 2930 человек (1436 мужчин, 1494 женщины).
Этнический состав села:
| Национальность | Число жителей | Процентный состав |
| -------------- | ------------- | ----------------- |
| молдаване      | 2874          | 98,09             |
| украинцы       | 18            | 0,61              |
| русские        | 18            | 0,61              |
| цыгане         | 9             | 0,31              |
| болгары        | 7             | 0,24              |
| румыны         | 1             | 0,03              |
| гагаузы        | 1             | 0,03              |
| прочие         | 2             | 0,07              |
| Всего          | 2930          | 100 %             |